# آزادماهی جویبار
ماهی سالمون چینوک یا شینوک ‎/ʃɪˈnʊk/‎ (Oncorhynchus tshawytscha) بزرگ‌ترین و با ارزش‌ترین گونه ماهی قزل آلا اقیانوس آرام در آمریکای شمالی و همچنین بزرگ‌ترین گونه در تیره کج بینی‌ها است. نام رایج آن از مردم بومی چینوکان گرفته شده است. نام‌های بومی دیگر این گونه شامل شاه سالمون، ماهی قزل آلا کوئینات، سومن، ماهی آزاد جویبار، کروم هوگ، بلک‌موث و ماهی قزل آلا تایی است. نام علمی گونه بر اساس نام رایج روسی chavycha (чавыча) است.
شینوک‌ها ماهی‌هایی آندرومی هستند که بومی اقیانوس آرام شمالی و سیستم‌های رودخانه‌ای غرب آمریکای شمالی، از کالیفرنیا تا آلاسکا، و همچنین رودخانه‌های آسیایی از شمال ژاپن تا رودخانه پالیوام در شمال شرق سیبری قطب شمال هستند. آنها به سایر نقاط جهان، از جمله نیوزلند، در دریاچه های بزرگ میشیگان آمریکای شمالی و رودخانه‌های غربی میشیگان و پاتاگونیا معرفی شده‌اند. صید یک شینوک بزرگ بزرگ‌ترین آرزو و رؤیا برای یک ماهیگیر ورزشی است. گوشت این ماهی قزل آلا همچنین به دلیل محتوای غذایی رژیمی آن، که شامل سطوح بالایی از اسیدهای چرب مهم امگا ۳ است، بسیار ارزشمند است. جمعیت آنها در برخی از مناطق در معرض خطر هستند. با این حال، بسیاری از آنها به علت اینکه در مناطقی با کمترین امکان دسترسی هستند تقریباً دارای جمعیتی قابل قبول هستند. ماهی آزاد شینوک برای قرار گرفتن در لیست قرمز IUCN ارزیابی نشده است. بر اساس گزارش NOAA، جمعیت ماهی آزاد شینوک در امتداد سواحل کالیفرنیا به دلیل عواملی مانند صید بی‌رویه، از دست دادن زیستگاه آب شیرین و مصب رودخانه، توسعه نیروگاه‌های آبی، شرایط بد اقیانوس، و شیوه‌های پرورش و تکثیر در حال کاهش است.

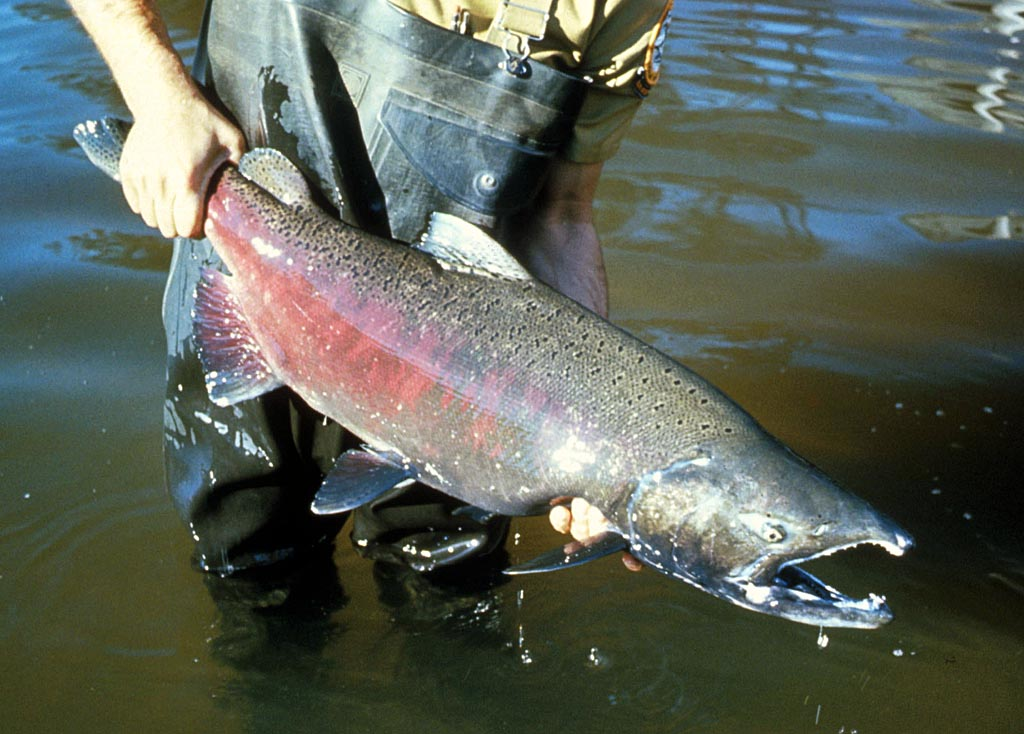
یک شینوک نر در مرحله تخم ریزی

### محدوده طبیعی
از نظر تاریخی، پراکنش بومی ماهی آزاد شینوک در آمریکای شمالی از رودخانه ونتورا در کالیفرنیا در جنوب تا کوتزبو ساوند در آلاسکا در شمال متغیر بود. مطالعات اخیر نشان داده است که ماهی آزاد شینوک از نظر تاریخی بومی حوضه آبخیز رودخانه گوادالوپ (کالیفرنیا) است، جنوبی‌ترین منطقه شهری بزرگ که میزبان ماهی آزاد در ایالات متحده است. جمعیت آنها از مناطق بزرگی که قبلاً بسیار شکوفا بودند ناپدید شده‌اند، به ۴۰ درصد کاهش یافته است. در برخی از مناطق، محدوده زندگی آنها عمدتاً به دلیل سدها و تغییرات زیستگاهی دستخوش تخریب شده است که جنوب کالیفرنیا، برخی مناطق شرق رشته کوه ساحلی کالیفرنیا و اورگان، و مناطق وسیعی در رودخانه اسنیک و حوضه‌های آبریز بالا دست رودخانه کلمبیا از آن جمله اند. اخیراً بر اثر مطالعات میدانی مشخص شده است که در مناطق خاصی مانند دلتای رودخانه ساکرامنتو-سان خواکین کالیفرنیا، جمعیت بسیار کمی از ماهی آزاد شینوک (کمتر از ۱٪) باقی مانده است.
در غرب اقیانوس آرام، پراکنش این گونه با ارزش از شمال ژاپن (هوکایدو) در جنوب تا اقیانوس منجمد شمالی تا دریای سیبری شرقی و رودخانه پالیوام در شمال متغیر است. با این وجود، آنها به‌طور مداوم در مناطق وجود و حضور دارند و توزیع آنها تنها در شبه جزیره کامچاتکا به خوبی در حال افزایش است. در نقاط دیگر، اطلاعات کمی در مورد جمعیت آنها وجود است، اما آنها در حوضه رودخانه آنادیر سیبری و بخش‌هایی از شبه جزیره چوکچی حضور دارند. همچنین در بخش‌هایی از استان ماگادان شمالی در نزدیکی خلیج شلیخف و خلیج پنژینا ممکن است هنوز ذخایری از این ماهی باقی مانده باشد. البته مطالعات و داشته‌های ضعیفی در این زمینه موجود است.

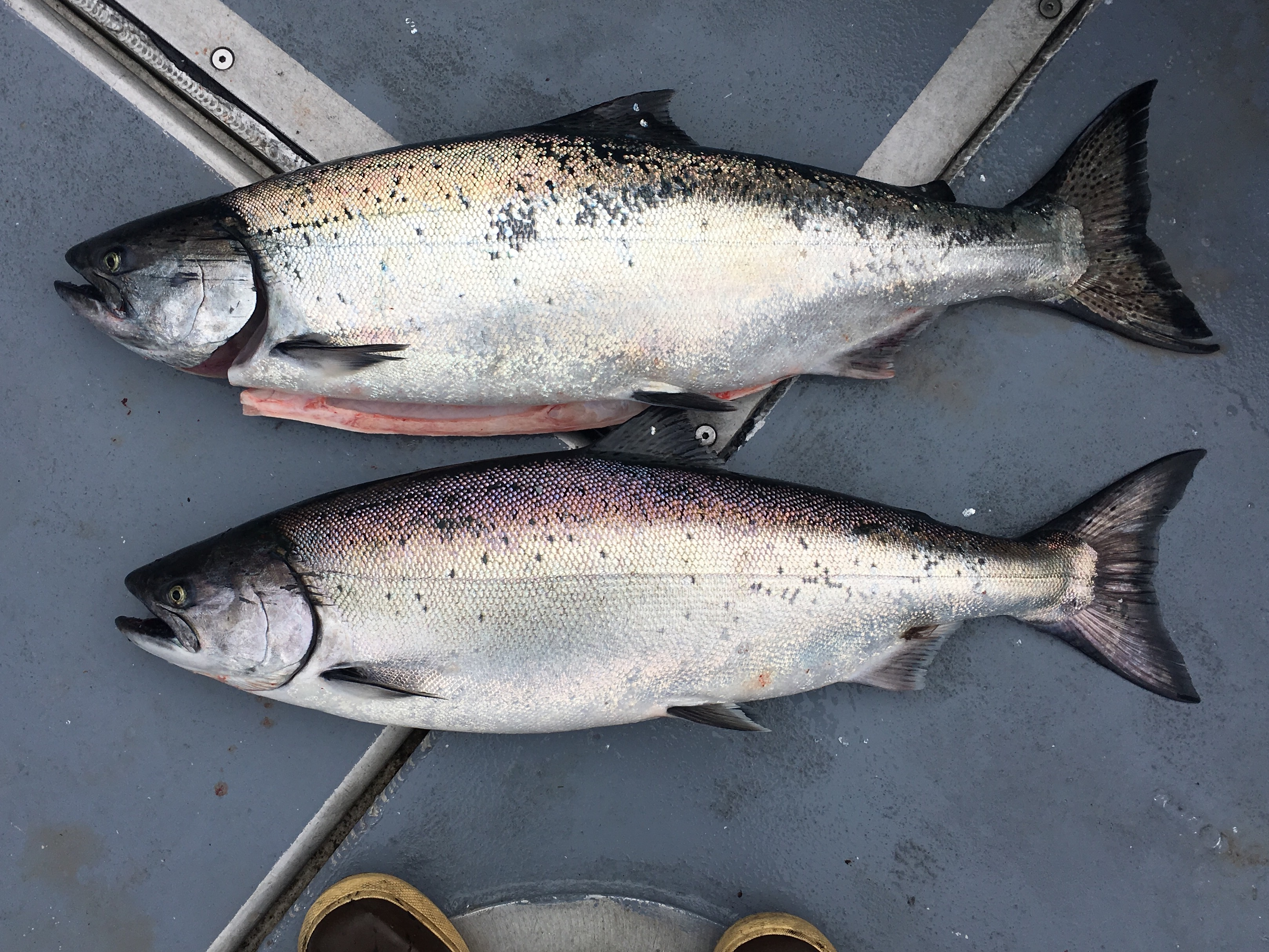
یک جفت شینوک صید شده در اقیانوس

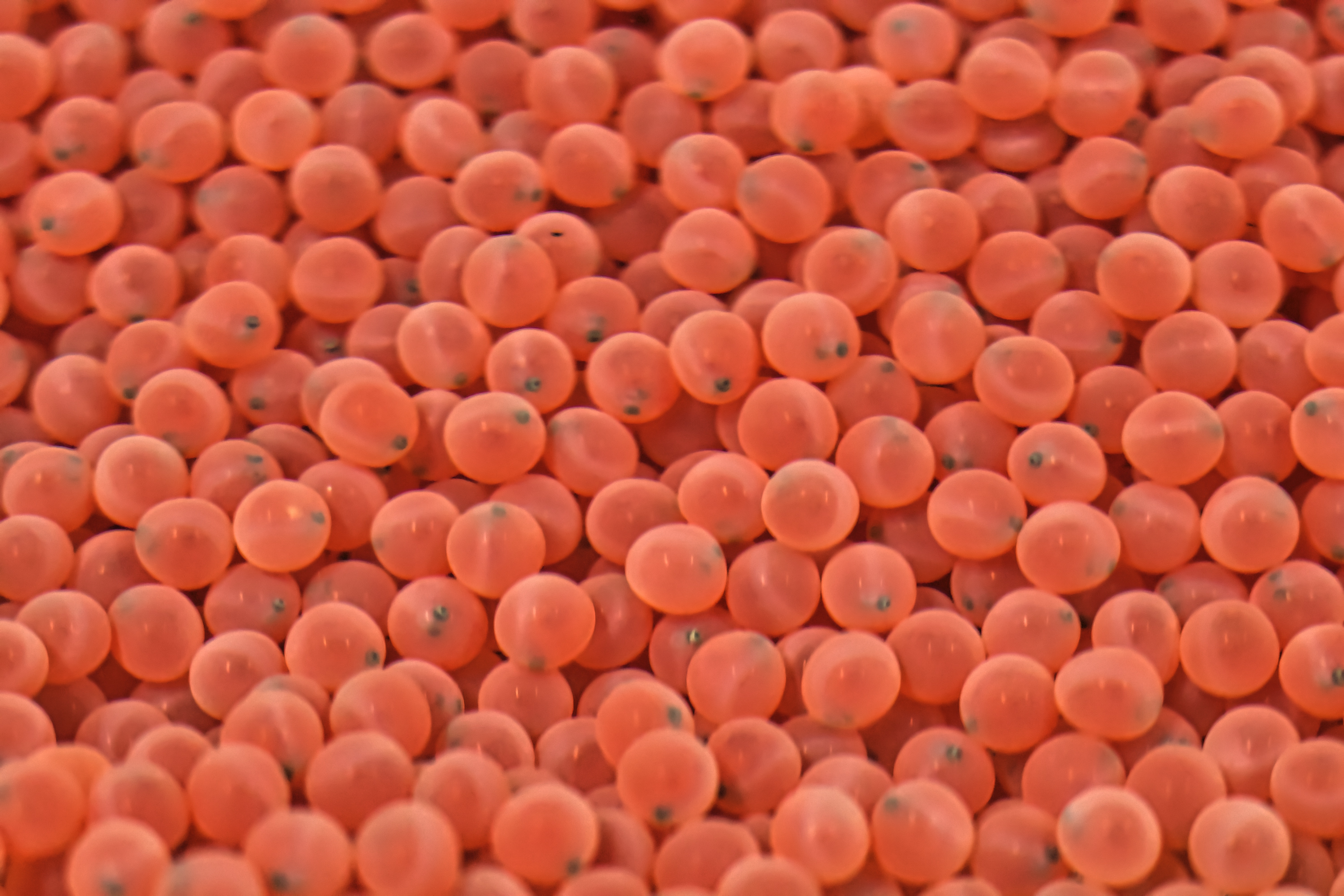
تخم‌های بارور شده شینوک

### آبزی پروری

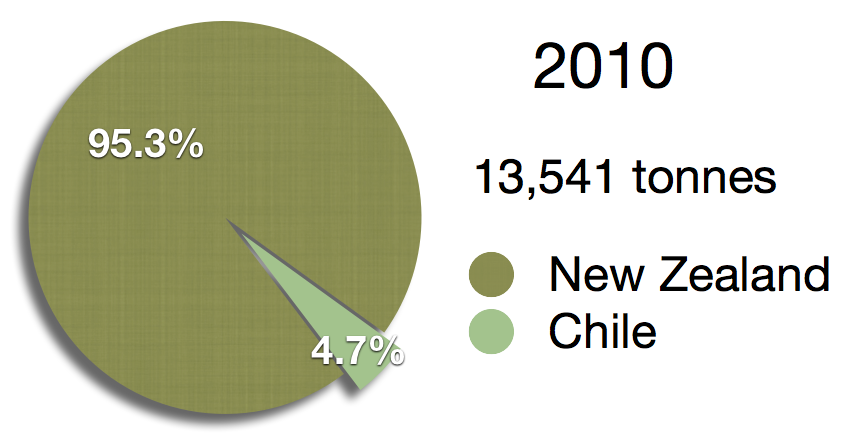

بزرگ‌ترین تولیدکننده و عرضه‌کننده بازار ماهی سالمون شینوک کشور نیوزلند است. در سال ۲۰۰۹، نیوزلند ۵۰۸۸ تن ماهی آزاد با نام King Salmon به بازار عرضه کرد که ۶۱ میلیون دلار نیوزلند درآمد صادراتی عاید آن کرد. برای سال منتهی به مارس ۲۰۱۱، این مبلغ به ۸۵ میلیون دلار نیوزیلند افزایش یافت. نیوزلند حدود نیمی از تولید جهانی ماهی آزاد شینوک را در اختیار دارد که حدود نیمی از آن را صادر می‌کند. ژاپن بزرگ‌ترین بازار هدف و صادراتی نیوزلند است. ماهی ماهی تولید شده در نیوزلند به سایر کشورهای حاشیه اقیانوس آرام از جمله استرالیا نیز صادر می‌شود.
شیلی تنها کشوری غیر از نیوزلند است که در حال حاضر مقادیر قابل توجهی ماهی قزل آلا شینوک پرورشی تولید می‌کند. ایالات متحده دیگر از سال ۱۹۹۴ به بعد شینوک پرورشی قابل توجه و در مقادیر تجاری تولید نکرده است. همچنین در کانادا، فعالیت بیشتر مراکز پرورش ماهی قزل آلای شینوک تا سال ۲۰۰۹ متوقف شده است.